# Thiele-Small-Parameter
Thiele-Small-Parameter (TSP) beschreiben das Verhalten eines elektrodynamischen Lautsprechers. Dabei werden einerseits die physikalischen Größen, die einen getriebenen, gedämpften harmonischen Oszillator charakterisieren, in praktisch leicht handhabbaren Einheiten angegeben, andererseits sind auch Parameter enthalten, die das Antriebssystem (Schwingspule und den Magnet) beschreiben. Ein Lautsprecher in einem Bassreflexgehäuse stellt in seinem akustischen Übertragungsverhalten einen elektrischen Hochpass vierter Ordnung dar.

## Allgemeines
Die Grundlagen zur Beschreibung des akustischen Übertragungsverhaltens eines elektrodynamischen Lautsprechers in einem Gehäuse beschrieb bereits 1954 Leo L. Beranek in Acoustics. Der Australier Albert Neville Thiele und der US-Amerikaner Richard H. Small stellten ab 1961 die Wechselwirkung zwischen dem Lautsprecher und seinem Gehäuse, insbesondere Bassreflexboxen („Vented Boxes“) als Grundlagen zur Schallübertragung von Lautsprechern dar. Die meisten der Parameter sind bereits durch die Bauart des Lautsprechers vorgegeben (diese kann nur der Hersteller verändern), der Entwickler eines Lautsprechersystems kann dessen Übertragungsverhalten nur durch die Größe der Box und im Fall eines Bassreflexsystems durch die Abstimmung des Helmholtz-Resonators (Bassreflexkanal) optimieren.
Benannt wurden die Thiele-Small-Parameter nach ihren beiden Entdeckern.

## Die Thiele-Small-Parameter
Die Thiele-Small-Parameter sind (mit Beispiel):
| Größe                          | FZ    | Beispiel           |
| ------------------------------ | ----- | ------------------ |
| Äquivalentvolumen              | Vas   | 5,5 l              |
| Resonanzfrequenz               | Fms   | 49 Hz              |
| Mechanische Güte               | Qms   | 6,1                |
| Elektrische Güte               | Qes   | 0,42               |
| Gesamtgüte                     | Qts   | 0,39               |
| Bewegte Masse                  | Mms   | 41 g               |
| Membranfläche                  | Sd    | 123 cm²            |
| Nachgiebigkeit der Aufhängung  | Cms   | 0,26 mm/N          |
| Gleichstromwiderstand          | Re    | 3,0 Ω              |
| Induktivität der Schwingspule  | Le    | 0,75 mH            |
| Verschiebevolumen              | Vd    | 107 cm³            |
| maximale Auslenkung            | Xmax  | 8,6 mm             |
| Kraftfaktor                    | B × l | 9,5 N/A bzw. V·s/m |
| mechanischer Verlustwiderstand | Rms   | 2,06 N·s/m         |
Dieser Datensatz ist zur Berechnung von Lautsprechergehäusen notwendig und hinreichend. Es bleibt zu beachten, dass alle Schallwandler, die nicht als getriebenes Masse-Feder-System arbeiten, durch die Thiele-Small-Parameter nicht sinnvoll beschrieben werden (z. B. Elektro- und Magnetostaten, Biegewellenwandler).
Die Thiele-Small-Parameter zeichnen sich außerdem dadurch aus, dass sie – mit Ausnahme des Äquivalentvolumens Vas – vollständig „auf der elektrischen Seite“ des komplexen Ersatzschaltbildes gemessen werden können. Für die dazu erforderliche Messung der elektrischen Impedanz am Schwingspulen-Anschluss des Treibers werden nur wenige und zudem preisgünstige Hilfsmittel benötigt. Die Messung des Äquivalenzvolumens erfolgt entweder durch Kopplung des Lautsprechers an ein geschlossenes Gehäuse mit bekanntem Volumen oder die Beschwerung der Membran mit einem definierten Zusatzgewicht. Dazu kann eine Knetmasse oder notfalls ein Kaugummi dienen.